# Străulești
Străulești – stacja metra w Bukareszcie, na linii M4, w sektorze 1. Stacja została otwarta 31 marca 2017. Stanowi północy kraniec linii M4.